# Liste der Kulturdenkmale in Allendorf (Thüringen)
In der Liste der Kulturdenkmale in Allendorf sind alle Kulturdenkmale der thüringischen Gemeinde Allendorf (Landkreis Saalfeld-Rudolstadt) und ihrer Ortsteile aufgelistet (Stand: 12. Februar 2013).

## Allendorf
| Bild                           | Bezeichnung | Lage                          | Datierung | Beschreibung | ID |
| ------------------------------ | --- | ----------------------------- | --------- | ------------ | -- |
| Fotos hochladen                | Gleis/Bestandteil der Sachgesamtheit „Eisenbahnstrecke Oberweißbacher Berg- und Schwarzatalbahn“                                                                  | Koordinaten fehlen! Hilf mit. |           |              |    |
| Fotos hochladen                | Bahnhof Köditzberg mit Empfangsgebäude, Güterschuppen und Abortgebäude/Bestandteil der Sachgesamtheit „Eisenbahnstrecke Oberweißbacher Berg- und Schwarzatalbahn“ | Koordinaten fehlen! Hilf mit. |           |              |    |
| Fotos hochladen                | Gleis/Bestandteil der Sachgesamtheit „Eisenbahnstrecke Oberweißbacher Berg- und Schwarzatalbahn“                                                                  | Koordinaten fehlen! Hilf mit. |           |              |    |
| Fotos hochladen                | Gleis/Bestandteil der Sachgesamtheit „Eisenbahnstrecke Oberweißbacher Berg- und Schwarzatalbahn“                                                                  | Koordinaten fehlen! Hilf mit. |           |              |    |
| Fotos hochladen                | Gleis/Bestandteil der Sachgesamtheit „Eisenbahnstrecke Oberweißbacher Berg- und Schwarzatalbahn“                                                                  | Koordinaten fehlen! Hilf mit. |           |              |    |
| weitere Bilder Fotos hochladen | Kirche mit Ausstattung | (Karte)                       |           |              |    |
| Fotos hochladen                | Scheune zu Nr. 17 auf der gegenüber liegenden Straßenseite | Ortsstraße (Karte)            |           |              |    |
| Fotos hochladen                | Pfarrhof mit Scheune und Obstgarten | Ortsstraße 12 (Karte)         |           |              |    |
| Fotos hochladen                | Ehemalige Schule, jetzt Wohnhaus | Ortsstraße 13 (Karte)         |           |              |    |
| Fotos hochladen                | Gehöft | Ortsstraße 17 (Karte)         |           |              |    |
| Fotos hochladen                | Wohnhaus | Ortsstraße 47 (Karte)         |           |              |    |